# ゼオドラ・シャン
ゼオドラ・シャン（Theodore Shann、1850年 - 1878年）は、明治時代にお雇い外国人として来日したイギリスの鉄道技術者である。名はテオドールとも表記される。

## 経歴・人物
1871年（明治4年）、日本政府により建築助役として招かれる。同時期に来日したリチャード・ボイルらとともに、5年後の1876年（明治9年）に母国の鉄道技術者の依頼により大森駅を新設した。
翌年の1877年（明治10年）には同じ鉄道技術者のトーマス・シャービントンとともにリヴァプールで制作した2代目六郷川橋梁（現在は一部が博物館明治村に保存）の制作に従事した。この鉄橋は同年11月に完成し、1912年（明治45年）まで約35年間現地で運用された。
1878年（明治11年）死去し、横浜外国人墓地に葬られた。